# Бартоломеевский сельсовет
Бартоломеевский сельсовет (бел. Барталаме́еўскі сельсавет) — упразднённая административно-территориальная единица в составе Ветковского района Гомельской области. Административный центр — деревня Бартоломеевка.

## История
После второго укрупнения БССР с 8 декабря 1926 года сельсовет в составе Ветковского района Гомельского округа БССР. 
После упразднения окружной системы 26 июля 1930 года в Ветковском районе БССР, с 20 февраля 1938 года — Гомельской области. 
16 июля 1954 года упразднен, территория присоединена к Новогромыкскому сельсовету.
25 июня 1970 года Беседский сельсовет в связи с переносом центра в деревню Бартоломеевка переименован в Бартоломеевский.
На 1 января 1974 года в составе Бартоломеевского сельсовета 9 населённых пунктов.
28 января 1991 года к сельсовету присоединена часть упраздненного Новогромыкского сельсовета.
27 августа 1991 года Бартоломеевский сельсовет упразднен, его территория присоединена к Неглюбскому и Калининскому сельсоветам.

## Состав
- Бартоломеевка — деревня